# Primer ministro de Uganda
El primer ministro de Uganda es el jefe de gobierno de la República de Uganda.

## Sede
La sede de la oficina del primer ministro se encuentra en las Torres Gemelas en Sir Apollo Kaggwa Road, en la División Central de Kampala, la capital y la ciudad más grande de Uganda.

## Estructura organizativa
Desde octubre de 2016, la oficina del primer ministro supervisa varios del gabinete, entre ellos:
- Oficina del vice primer ministro.
- Ministro encargado de deberes generales.
- Ministerio de Asuntos de Karamoja.
- Ministro de Estado para Asuntos de Karamoja.
- Ministerio de Preparación para Desastres y Refugiados.
- Ministro de Estado para la Preparación para Desastres y Refugiados.
- Jefe de Gobierno Whip.
- Ministro de Estado para la Región Norte.
- Ministro de Estado para el Triángulo de Luwero.
- Ministro de Estado para Asuntos de Teso.
- Ministro de Estado para Asuntos de Bunyoro.

## Lista de primeros ministros
| N.º                                                         | Nombre               | Imagen | Período                  | Período                  | Afiliación política                | Jefe(s) de Estado         |
| N.º                                                         | Nombre               | Imagen | Inicio                   | Final                    | Afiliación política                | Jefe(s) de Estado         |
| ----------------------------------------------------------- | -------------------- | ------ | ------------------------ | ------------------------ | ---------------------------------- | ------------------------- |
| 1                                                           | Milton Obote         |        | 9 de octubre de 1962     | 15 de abril de 1966      | Congreso Popular de Uganda         | Isabel II Mutesa Él mismo |
| Cargo abolido (15 de abril de 1966-18 de diciembre de 1980) |                      |        |                          |                          |                                    |                           |
| 2                                                           | Otema Allimadi       |        | 18 de diciembre de 1980  | 27 de julio de 1985      | Congreso Popular de Uganda         | Obote                     |
| 3                                                           | Paulo Muwanga        |        | 1 de agosto de 1985      | 25 de agosto de 1985     | Independiente                      | Okello                    |
| 4                                                           | Abraham Waligo       |        | 25 de agosto de 1985     | 26 de enero de 1986      | Independiente                      | Okello                    |
| 5                                                           | Samson Kisekka       |        | 30 de enero de 1986      | 22 de enero de 1991      | Movimiento de Resistencia Nacional | Museveni                  |
| 6                                                           | George Cosmas Adyebo |        | 22 de enero de 1991      | 18 de noviembre de 1994  | Movimiento de Resistencia Nacional | Museveni                  |
| 7                                                           | Kintu Musoke         |        | 18 de noviembre de 1994  | 5 de abril de 1999       | Movimiento de Resistencia Nacional | Museveni                  |
| 8                                                           | Apolo Nsibambi       |        | 5 de abril de 1999       | 24 de mayo de 2011       | Movimiento de Resistencia Nacional | Museveni                  |
| 9                                                           | Amama Mbabazi        |        | 24 de mayo de 2011       | 18 de septiembre de 2014 | Movimiento de Resistencia Nacional | Museveni                  |
| 10                                                          | Ruhakana Rugunda     |        | 18 de septiembre de 2014 | 21 de junio de 2021      | Movimiento de Resistencia Nacional | Museveni                  |
| 11                                                          | Robinah Nabbanja     |        | 21 de junio de 2021      | en el cargo              | Movimiento de Resistencia Nacional | Museveni                  |